# Plopu (Prahova megye)
Plopu község és falu Prahova megyében, Munténiában, Romániában.  A hozzá tartozó települések: Gâlmeia, Hârsa és Nisipoasa.

## Fekvése
A megye középső részén található, a megyeszékhelytől, Ploieștitől, tizenhárom kilométerre északkeletre, a Bucovel patak mentén. 

## Történelem
A 19. század végén a község neve Hârsa volt, az akkori községközpont neve után. Prahova megye Podgoria járásához tartozott és Gâlmeia, Hârsa, Nisipoasa, Plopu, Vărbila valamint Valea Cucului falvakból állt. A községnek ekkor 1863 lakosa volt. A község területén volt egy iskola és öt templom, egy-egy minden faluba, kivéve Gâlmeia-t. 
1925-ös évkönyv szerint a Prahova megyei Cricovul járáshoz tartozott, összesen 3375 lakossal. 1938-ban az Urlați-i járáshoz csatolták.
1950-ben közigazgatási átszervezés alapján, a Prahova-i régió Urlați rajonjához került, majd a Ploiești régió Ploiești rajonjához osztották be.
1968-ban ismét megyerendszert vezettek be az országban, a községközpont Plopu lett, Vărbila és Valea Cucului falvakat pedig Iordăcheanu községhez csatolták.

## Lakossága
| Nemzetiségek | 2002 | 2002    |
| ------------ | ---- | ------- |
| Románok      | 2344 | 100,00% |
| Összesen     | 2344 | 100,0%  |

## Külső hivatkozások
- Adatok a településről
- asociatiaturismprahova.ro Archiválva 2011. április 3-i dátummal a Wayback Machine-ben
- 2002-es népszámlálási adatok
- Marele Dicționar Geografic al României